# シェーネック (ヘッセン)
シェーネック (ドイツ語: Schöneck) は、ドイツ連邦共和国ヘッセン州マイン＝キンツィヒ郡の町村（以下、本項では便宜上「町」と記述する）である。

## 地理

### 隣接する市町村
シェーネックは、北はニッダタール（ヴェッテラウ郡）、北東はニッデラウ、東はブルフケーベル、南東はハーナウ、南はマインタール、西はニーダードルフェルデン（以上、マイン＝キンツィヒ郡）およびカルベン（ヴェッテラウ郡）と境を接している。

### 自治体の構成
シェーネックは、ビューデスハイム、キリアンシュテッテン、オーバードルフェルデンの各地区からなる。この町はそれまで独立した自治体であったオーバードルフェルデン、ビューデスハイム、キリアンシュテッテンが1971年1月1日に合併して成立した。シェーネック成立前は、ビューデスハイムはフリートベルク郡に属していた。

## 行政

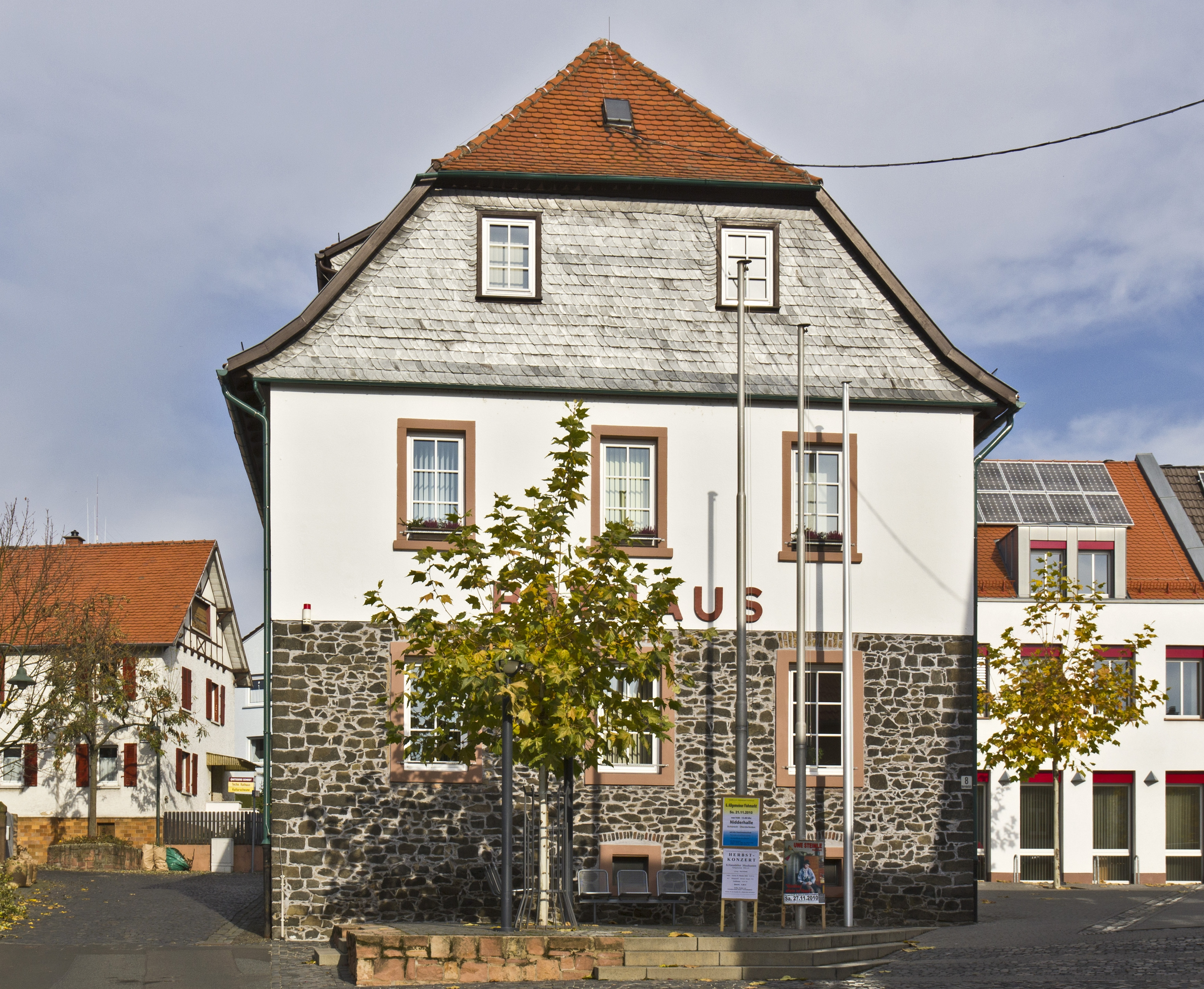
キリアンシュテッテンの町役場

### 議会
シェーネックの町議会は、37議席からなる。

### 姉妹自治体
- シェーネック/フォクトラント（ドイツ、ザクセン州）
- アヌー（フランス、ヴォージュ県）
- Gyomaendrőd（ハンガリー、ベーケーシュ県）

### 協力関係
1988年に、現在チェコに属すズデーテン地方のジェトジホフ・ナト・ビストジツィー（ドイツ名: ドリッタースドルフ・アン・デア・ファイストリッツ）から追放された人々に対する協力関係を締結した。

### 紋章
図柄: 金地で基部から湾曲した逆V字に分割。基部は赤に金の蹄鉄。向かって左は、赤い冠を被り、赤い嘴と赤い舌を持つ黒い鷲の頭部。向かって右は紋章化されたユリ。

## 文化と見所

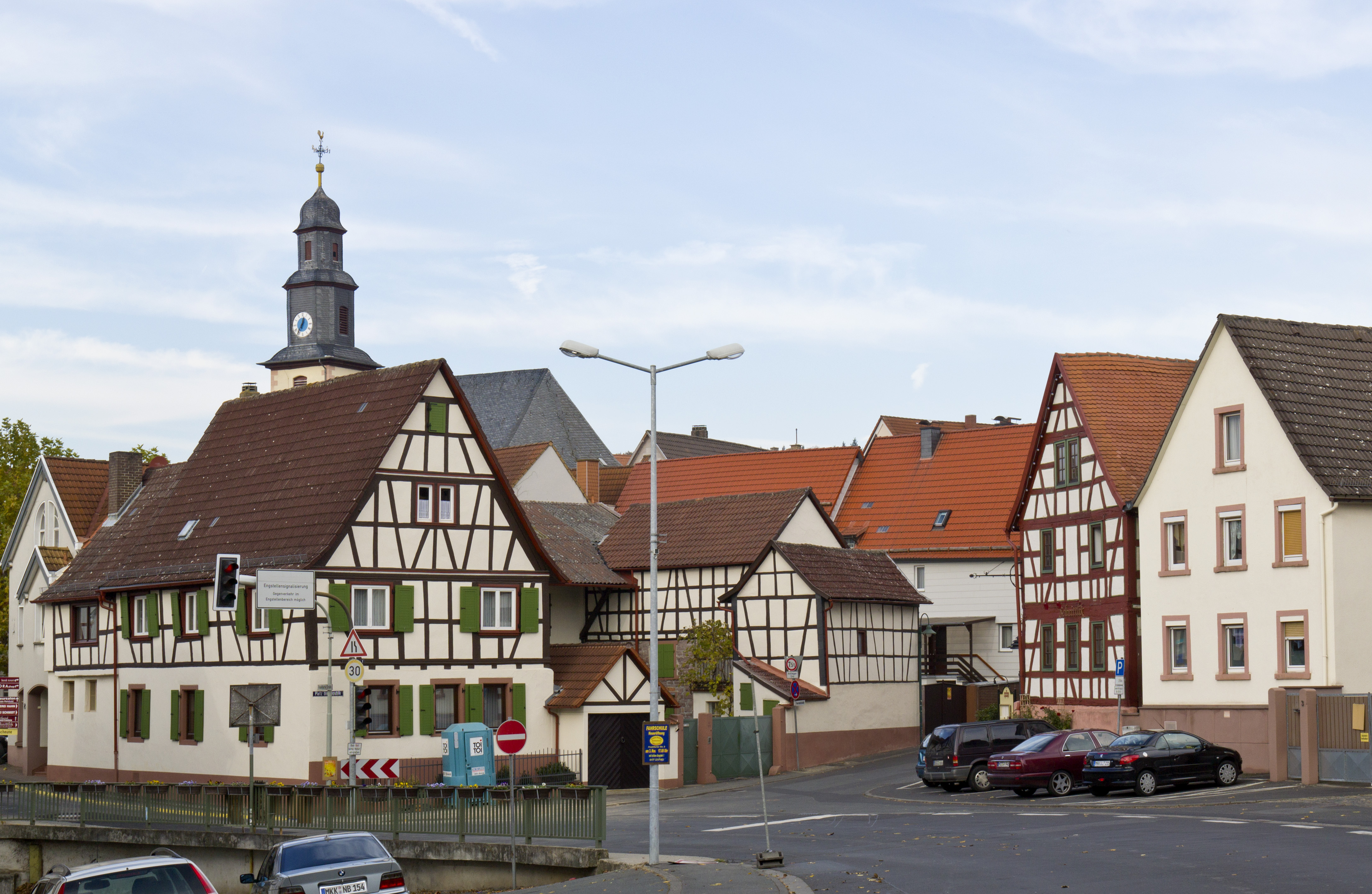
キリアンシュテッテンの旧市街

### 年中行事
- ビューデスハイムのランタン祭、8月の第1週末（金曜日 - 月曜日）
- オーバードルフェルデンの街道祭とパン焼き窯祭
- オールドタイマー・トラクターショー[3]

### スポーツ
- TTC シェーネック e.V.（卓球）[4]
- スポーツ協会オーバードルフェルデン e.V.（サッカー、体操など）
- スポーツ・文化協会ビューデスハイム e.V.（ダンス、体操など）
- スポーツ協会キリアンシュテッテン 1933 e.V.（サッカー）
- 柔道クラブ・シェーネック 1973 e.V.（柔道）
- トゥルンゲマインデ 1902 e.V.（陸上競技、体操など）
- テニスクラブ・シェーネック e.V.（テニス）
- FC 1966 ビューデスハイム（サッカー）
- シュッツェンクラブ・ビューデスハイム e.V.（競技射撃）
- シャハフロインデ・シェーネック（チェス）

## 経済と社会資本

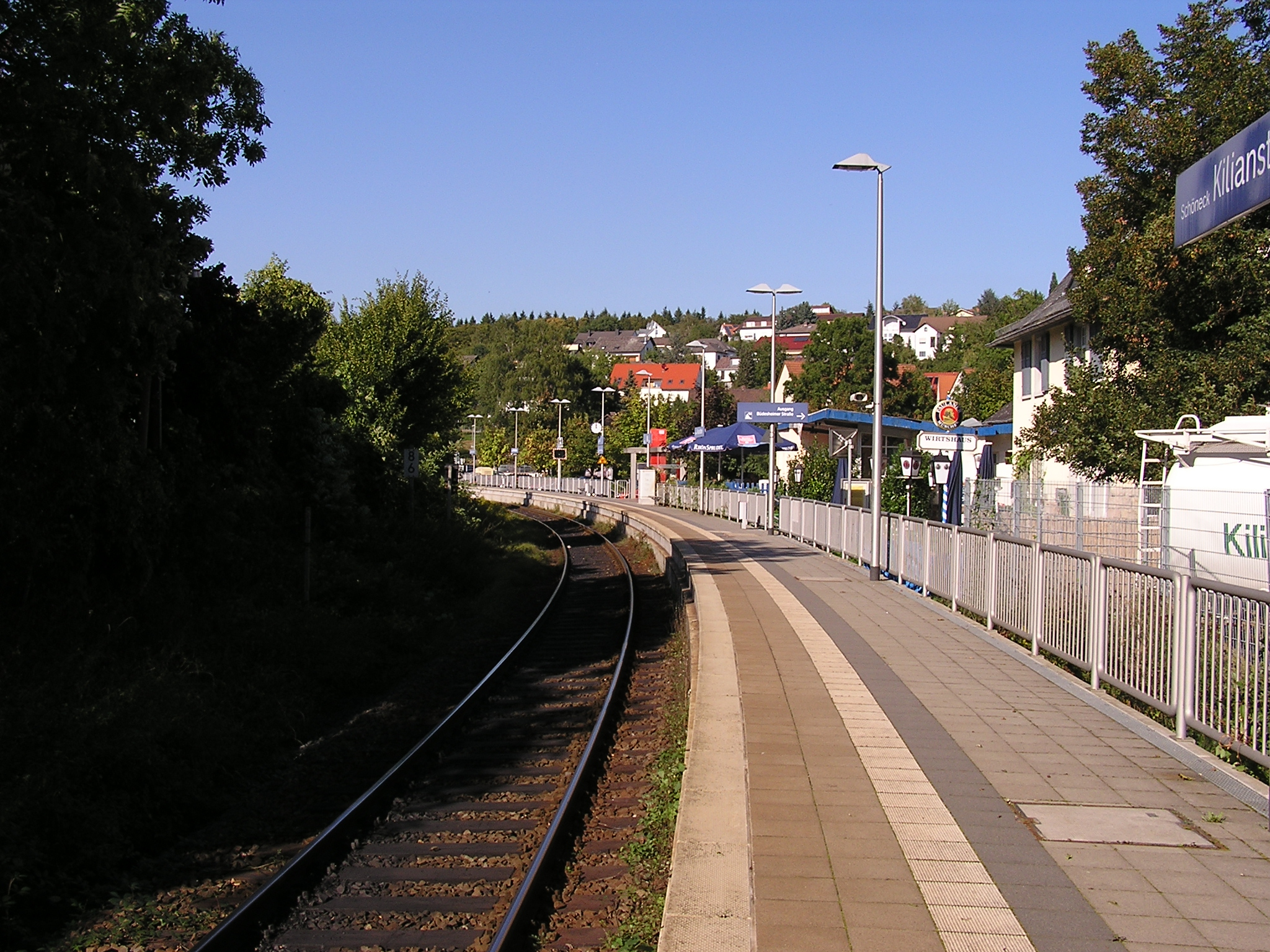
キリアンシュテッテン駅

### 社会資本
シェーネック町に属す3つの集落にはいずれも、バート・フィルベルあるいはフランクフルト・アム・マイン行き、反対方面はシュトックハイム（グラウブルク町内）行きの列車が発着する駅がある。このニーダータール鉄道は、2008年から増便され、週末に運行を開始した。
2008年にキリアンシュテッテンにバイパス道路が建設され、集落内を通る交通量が減少した。
2009年9月にウィンドパーク（風力発電所、風力発電機が7基あり、総出力 3700万 kWh (37 GWh)）の建設が、キリアンシュテッテンの端で開始された。

### 教育
ビューデスハイムとキリアンシュテッテンにはそれぞれ基礎課程学校がある。オーバードルフェルデンの基礎課程学校児童は隣接するニーダードルフェルデンの基礎課程学校に通う。
これより上級の学校は、ニッデラウ、ハーナウ、バート・ヴィルベル、マインタール＝ビショフスハイムへ通学する。

## 関連図書
- Büdesheim 817–1992; Copyright Gemeinde Schöneck (Chronik zur 1175-Jahrfeier; 564 Seiten)
- Bernd Vielsmeier: Die evangelische Kirche in Büdesheim 1233–1988; Hsg. Kirchengemeinde Büdesheim, 1988